# Discurso de John F. Kennedy no dia 22 de outubro de 1962
O Discurso do presidente americano John F. Kennedy, realizado no dia 22 de outubro de 1962, foi transmitido ao vivo pela televisão com o objetivo de alertar sobre a presença de bases de mísseis nucleares em Cuba, de fabricação soviética, que possuíam a capacidade de atingir e destruir muitos países do continente americano.
John F. Kennedy deixou claro seu repúdio a Nikita Khrushchov, por ter ameaçado a paz mundial. O presidente americano informou que não permitiria a chegada de mais mísseis em Cuba e exigiu a retirada daqueles que foram instalados na ilha.
Esse discurso ocorreu em um momento da história conhecido como a Crise dos mísseis de Cuba, considerado como um evento dramático do período da Guerra Fria, pois o mundo encontrou-se em alerta diante de uma eminente guerra nuclear.
A Crise dos Mísseis, também conhecida como a Crise de Outubro, foi um confronto de 13 dias de duração (16 a 28 de outubro de 1962) entre os Estados Unidos e a União Soviética, desencadeado pela descoberta americana da existência de mísseis nucleares soviéticos instalados em Cuba.

## Contexto Histórico
A partir da segunda metade do século XX, o mundo fica inserido na lógica da Guerra Fria, que se caracteriza pelo confronto entre as superpotências que emergiram da Segunda Guerra Mundial. Com isso, o mundo fica polarizado entre o bloco dos países capitalistas, liderado pelos Estados Unidos e o bloco dos países socialistas, liderado pela União Soviética. Assim, Estados Unidos e União Soviética tornaram-se os principais protagonistas da disputa pela hegemonia mundial.
O impacto desse clima de tensão política e de confronto da Guerra Fria provocou uma sensação de insegurança coletiva no sentido de que o mundo poderia acabar a qualquer momento. A imagem de que Estados Unidos e União Soviética tinham um arsenal nuclear capaz de destruir toda a humanidade fez com que se acreditasse que o fim do mundo seria inevitável.
Tanto os EUA quanto a URSS possuíam capacidade para construir milhares de armas nucleares, sendo que para destruir toda a humanidade, era necessário apenas uma pequena quantidade de todo arsenal que estava disponível em seus países. Entretanto, no período da Guerra Fria, ocorre uma busca incansável pela produção de grandes quantidades de armas de destruição. Em períodos de insegurança coletiva, mais importante do que usar as armas em si, é o impacto psicológico que o porte desse arsenal disponível causa ao inimigo. Isso faz parte de uma guerra muito mais psicológica e cultural do que necessariamente efetiva.
A Revolução Cubana foi um acontecimento marcante no século XX. O alinhamento de Cuba com a União Soviética representava uma ameaça aos Estados Unidos por causa do receio de uma possível expansão dos ideais socialistas pelos países da América Latina.
A Invasão da Baía dos Porcos, que em Cuba é conhecida como La Batalla de Girón, foi uma tentativa fracassada dos Estados Unidos para deporem o governo socialista que tinha se instalado após a Revolução Cubana sob a liderança de Fidel Castro.

## Consequências
Após a resolução do impasse entre Estados Unidos e URSS, teve início em Cuba o Embargo dos Estados Unidos a Cuba, ação que vem isolando a ilha da comunidade internacional até a atualidade. 
Fidel Castro não concordou com o acordo firmado entre Nikita Khrushchov e o governo americano para retirar os mísseis de Cuba, pois a presença do armamento poderia ser útil para uma negociação com o objetivo de finalizar o bloqueio imposto pelos Estados Unidos a Cuba. 
Vale destacar que esse bloqueio à Cuba é condenado por diversos países. Além disso, o Direito Internacional considera essa ação um ato de guerra. 